# Ctenus somaliensis
Ctenus somaliensis là một loài nhện trong họ Ctenidae.
Loài này thuộc chi Ctenus. Ctenus somaliensis được Pierre L. G. Benoit miêu tả năm 1979.